# Brother Where You Bound
Brother Where You Bound – ósmy studyjny album brytyjskiego zespołu rockowego Supertramp, wydany w maju 1985 roku. Pierwszy album bez udziału Rogera Hodgsona.
Brother Where You Bound znalazł się na 20. miejscu w UK Albums Chart, na 21. miejscu na liście Billboard 200 w 1985 roku, oraz pokrył się złotem.

## Utwory
W utworze "Better Days" słychać przemowy z kampanii prezydenckiej w USA z 1984 roku. Dialogi Geraldinea Ferraro oraz Waltera Mondale, słychać z lewego kanału audio, natomiast w prawym kanale słychać rozmowę George’a H.W. Busha i Ronalda Reagana, zmiksowaną z solówką saksofonową Johna Helliwella.
Na tytułowym 16-minutowym utworze grają m.in. Scott Gorham na gitarze rytmicznej, oraz David Gilmour na gitarze solowej. Tytułowa suita zawiera również nawiązania do orwellowskiego Roku 1984. Demo utworu zostało nagrane jeszcze przed odejściem Rogera Hodsona, a sama suita miała znaleźć się już na albumie ...Famous Last Words..., jednak członkowie grupy uznali ją za zbyt progresywną i postanowili że znajdzie się ona na następnym albumie. Początkowo utwór ten miał trwać 10 minut.

## Lista utworów
| #  | Tytuł                     | Kompozytorzy | Wokal       | Czas  |
| -- | ------------------------- | ------------ | ----------- | ----- |
| A1 | "Cannonball"              | Rick Davies  | Rick Davies | 7:38  |
| A2 | "Still in Love"           | Rick Davies  | Rick Davies | 4:36  |
| A3 | "No Inbetween"            | Rick Davies  | Rick Davies | 4:36  |
| A4 | "Better Days"             | Rick Davies  | Rick Davies | 6:15  |
| B1 | "Brother Where You Bound" | Rick Davies  | Rick Davies | 16:30 |
| B2 | "Ever Open Door"          | Rick Davies  | Rick Davies | 3:06  |

## Skład
- Rick Davies – śpiew, instrumenty klawiszowe
- John Anthony Helliwell – saksofony
- Dougie Thomson – gitara basowa
- Bob Siebenberg – perkusja

## Gościnnie
- Marty Walsh – gitara
- Doug Wintz – puzon na "Cannonball"
- Cha Cha – chórki na "Still in Love"
- David Gilmour – solo gitarowe na "Brother Where You Bound"
- Scott Gorham – gitara na "Brother Where You Bound"
- Brian Banks – synclavier programming
- Anthony Marinelli – synclavier programming
- Scott Page – flet na "Better Days" i "Brother Where You Bound"
- Gary Chang – Fairlight & PPG programming

## Produkcja
- Producenci – David Kershenbaum, Supertramp

## Pozycje na listach

### Albumy
| Lista 1985                           | Pozycja |
| ------------------------------------ | ------- |
| Notowanie amerykańskie Billboard 200 | 21      |
| Notowanie austriackie                | 13      |
| Notowanie brytyjskie UK Albums Chart | 20      |
| Notowanie francuskie                 | 3       |
| Notowanie holenderskie               | 4       |
| Notowanie niemieckie                 | 4       |
| Notowanie norweskie                  | 6       |
| Notowanie nowozelandzkie             | 17      |
| Notowanie szwajcarskie               | 2       |
| Notowanie szwedzkie                  | 7       |
| Notowanie włoskie                    | 19      |

### Single
| Rok  | Singiel      | pozycja USA |
| ---- | ------------ | --- |
| 1985 | "Cannonball” | 28 (Billboard Hot 100), 4 (Mainstream Rock), 9 (Dance Music/Club Play Singles), 25 (Hot Dance Music/Maxi-Singles Sales) |

## Certyfikaty i sprzedaż
| Kraj   | Certyfikacja    | Sprzedaż |
| ------ | --------------- | -------- |
| Kanada | platynowa płyta | 100 000  |
| Niemcy | złota płyta     |          |